# عجلة الألوان

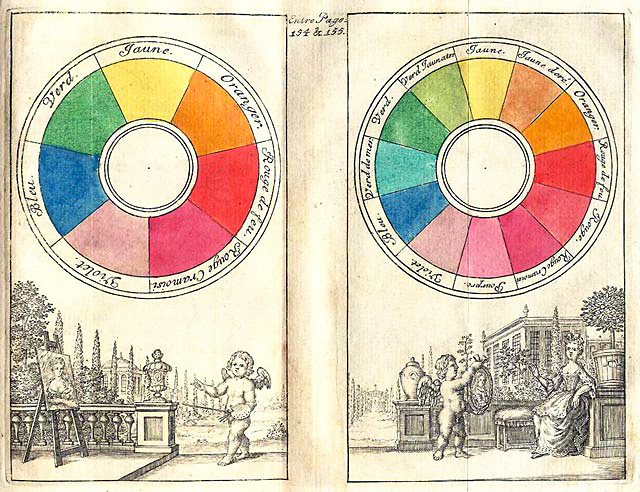
دوائر بوتيت اللونية ذات 7 ألوان وذات 12 لون منذ عام 1708

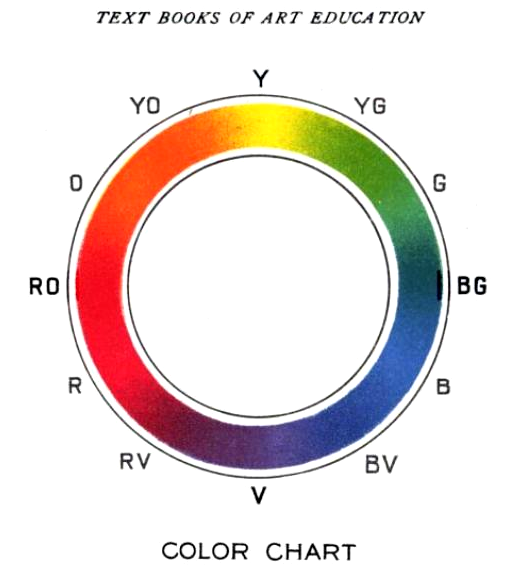
دولاب الألوان منذ عام 1904 مبنيا على الألوان الأولية أحمر أصفر أزرق، والألوان الثانوية البنفسجي والأخضر والبرتقالي

يشير مصطلح عجلة الألوان أو دولاب الألوان أو دائرة الألوان إلى:
- تنظيم توضيحي مختصر لصِبغات الألوان على وجه دائري، تظهر العلاقة بين الألوان التي تعتبر ألوانا أولية، وألوانا ثانوية وألوانا مكملة، إلخ.
- جهاز آلي يدور منظومة من الألوان مرتبة مثل تويجات الزهرة حول محور دوار.

بعض المصادر تستخدم مصطلح دولاب الألوان ودائرة الألوان بالتساوي. إلا أن استخدام أحد المصطلحين قد يسود في بعض المجالات أكثر من الآخر. فمثلا، يحتفظ البعض بمصطلح دولاب اللون للآلة الدوارة، في حين أن البعض يسميها قرص اللون(color disc).
وكنموذج توضيحي، يستخدم الفنانون الأحمر والأصفر والأزرق كألوان أولية (النظام اللوني أحمر أصفر أزرق) مرتبة في أقسام متساوية وموزعة حول دولاب الألوان. الرسامون وآخرون الذين يستخدمون نظام الألوان الطرحي يستخدمون القرمزي والأصفر والسيان كألوان طرحية. المواقع البينية والداخلية في دولاب ودوائر الألوان تمثل أمزجة الألوان. وفي الطلاء أو دور الألوان الطرحي، يكون اللون الأسود (عادة وليس دائما) مركز الجاذبية، ممثلا جميع ألوان الضوء الممتصة. وفي دائرة الألوان من جهة أخرى يكون المركز أبيضا أو رماديا، ويمثل مزيج مختلف الأطوال الموجية للضوء (جميع الأطوال الموجية، أو لونان متكاملان مثلا).
يعتبر ترتيب الألوان حول دائرة اللون غالبا على توافق مع الأطوال الموجية للضوء، على عكس الصِبغات، على توافق مع دائرة اللون الأصلية لإسحاق نيوتن. دوائر اللون الحديثة تتضمن اللون الأرجواني بين الأحمر والبنفسجي. يستخدم علماء اللون وعلماء النفس غالبا الألون الأولية الجمعية الأحمر والأخضر والأزرق، ويشيرون إلى ترتيبهم على وجه دائري كدائرة الألوان معاكسة لدولاب الألوان.

## الألوان في دولاب الألوان

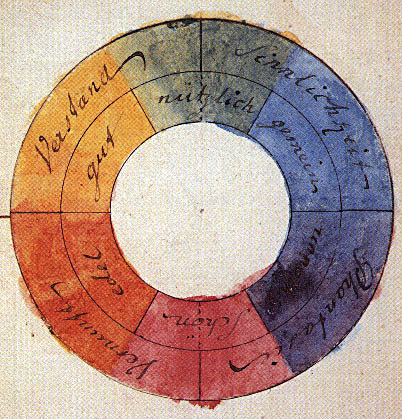
دولاب الألوان لجوته في كتابه نظرية الألوان، 1810

يتضمن دولاب الألوان الخاص بالخضب أو الطلاء، اللون الأزرق والأحمر والأصفر كألوان أولية. وتكون الألوان الثانوية وفقا لذلك هي اللون الأخضر والبرتقالي والبنفسجي. والألوان الثالثية هي الأحمر البرتقالي والبنفسجي المحمر والأخضر المصفر والبنفسجي المزرق والأخضر المزرق.
وتكون الألوان السيان والقرمزي والأصفر ألوانا ثانوية في دولاب الألوان المصمم على الألوان الأولية الجمعية RGB أو RVG (أحمر وأخضر وبنفسجي). ويمكن التبديل ووصف الترتيبة ذاتها حول الدائرة اعتمادا على الألوان الأولية الطرحية: السيان والقرمزي والأصفر وتكون الأحمر والأخضر والأزرق (أو البنفسجي) ألوانا ثانوية.
اعتمدت معظم دواليب الألوان على ثلاثة ألوان أولية، وثلاثة ألوان ثانوية، وستة ألوان بينية تتشكل بمزج اللون الأولي مع اللون الثانوي، وتعرف باسم الألوان الثالثية، فيكون العدد بمجمله 12 قسما أساسيا. وقد أضاف البعض ألوانا بينية أكثر فبلغت 24 لونا. وبعض دواليب الألوان من ناحية أخرى صممت بأربع ألوان متضادة (Opponent color) بحيث تشكل 4 أو 8 ألوانا أساسية.
وقد ذكر غوته في كتابه نظرية الألوان (Theory of Colours,1810) أول دراسة منهجية للتأثيرات الوظائفية للون. فقد قادته ملاحظاته على تأثير الألوان المتضادة إلى ترتيب منهجي لدولاب الألوان.
«وبالنسبة للألوان المتضادة..فهي التي تثير عكسيا بعضها الآخر في العين». (جوته، نظرية الألوان، 1810).
وبذلك يكون قد سبق نظرية اللون المضاد (opponent color theory) للعالم إيفالد هيرينغ (Ewald Hering). عام 1872.

## دائرة اللون ورؤية اللون
تظهر دائرة ملونة تستند إلى أطوال موجية طيفية باللون الأحمر في أحد طرفي الطيف وتكون بنفسجية 100٪ قابلة للمزج في الطرف الآخر. تمثل الفجوة على شكل إسفين الألوان التي ليس لها تردد طيفي فريد. تتشكل هذه الألوان خارج الطيف، والبنفسجي، من مزيج مضاف من الألوان من طرف الطيف.
في الرؤية الإنسانية الطبيعية، يتم تمثيل أطوال موجية تتراوح بين حوالي 400 و 700 نانومتر بواسطة هذه الدائرة غير المكتملة، مع أطوال موجية أطول تساوي الطرف الأحمر للطيف. توجد الألوان المكملة مباشرة مقابل بعضها البعض على هذه العجلة. هذه الألوان المكملة لا تتطابق مع الألوان في خلط الصباغ (مثل المستخدمة في الطلاء) ، ولكن عندما يتم خلط الأضواء بشكل إضافي في النسب الصحيحة تظهر بلون رمادي أو أبيض محايد.
على سبيل المثال: السبب في أن بطولة ويمبلدون للتنس تستخدم اللون الأرجواني على شعار ويمبلدون الرسمي هو أن اللون الأرجواني يقع تقريبًا مقابل اللون الأخضر على عجلة الألوان. الأرجواني ضد الأخضر يوفر تباينًا جيدًا.
يتم استخدام دائرة اللون لتوضيح مزيج الألوان المضافة. قد يؤدي الجمع بين مصباحين ملونين من أجزاء مختلفة من الطيف إلى إنتاج لون ثالث يبدو وكأنه ضوء من جزء آخر من الطيف، على الرغم من وجود أطوال موجية متباينة. يُعرف هذا النوع من مطابقة الألوان باسم المطابقة metameric. وبالتالي، قد ينتج عن مزيج من الضوء الأخضر والأحمر لونًا قريبًا من اللون الأصفر في التدرج الظاهر. يقع اللون الذي تم تكوينه حديثًا بين اللونين الأصليين على دائرة اللون، ولكن يتم تمثيلهما عادةً على أنهما متصلان بخط مستقيم على الدائرة، وموقع اللون الجديد أقرب إلى المركز (الأبيض) للدائرة مما يشير إلى أن تدرج اللون الناتج أقل تشبعًا (أي شاحب اللون) من أي من لوني المصدر. تركيبة أي لونين بهذه الطريقة تكون دائمًا أقل تشبعًا من اللونين الطيفي النقي بشكل فردي.
قد يتم عرض الكائنات في ظل ظروف الإضاءة المختلفة. النظام البصري البشري قادر على التكيف مع هذه الاختلافات عن طريق التكيف اللوني. من السهل نسبياً تضليل هذا الجانب من النظام المرئي، وبالتالي فإن الأوهام البصرية المتعلقة بالألوان ظاهرة شائعة. دائرة اللون هي أداة مفيدة لفحص هذه الأوهام. ترتيب الألوان الطيفية في دائرة للتنبؤ بخليط الضوء ينبع من عمل السير إسحاق نيوتن. يتضمن حساب نيوتن للون الناتج ثلاث خطوات: أولاً، قم بتمييز الألوان المكونة على دائرة اللون وفقًا لوزنها النسبي. ثانياً، ابحث عن barycenter من هذه الألوان الموزونة بشكل مختلف. ثالثًا، قم بتفسير المسافة الشعاعية (من مركز الدائرة إلى مركز barycenter) على أنها تشبع اللون، وموضع السمت الموجود في الدائرة على أنه تدرج اللون. وبالتالي، فإن دائرة ألوان نيوتن هي سلف لمخطط ألوان CIE الحديث على شكل حدوة حصان
. تعود النظرية الفيزيائية الفيزيائية وراء دائرة اللون إلى مثلث الألوان المبكر لتوماس يونغ، الذي قام جيمس كلير ماكسويل وهيرمان فون هيلمهولتز بتمديد عمله فيما بعد. افترض الشاب أن العين تحتوي على مستقبلات تستجيب لثلاثة أحاسيس أساسية مختلفة، أو أطياف الضوء. كما أوضح ماكسويل، يمكن إنشاء كل الألوان، وليس كل الألوان، من ثلاثة ألوان أساسية مثل الأحمر والأخضر والأزرق، إذا كانت مختلطة بالنسب الصحيحة.

## عجلات الألوان وخلط ألوان الطلاء
لا توجد علاقة مستقيمة بين الألوان المختلطة في الصبغة، والتي تختلف من متوسطة إلى متوسطة. مع وجود دائرة لونية نفسية فيزيائية، يمكن تحديد التدرج اللوني الناتج عن أي مزيج من مصدرين للضوء الملون ببساطة من خلال السطوع والطول الموجي النسبي للمصباحين. لا يمكن إجراء عملية حسابية مماثلة مع اثنين من الدهانات. على هذا النحو، فإن عجلة الألوان الخاصة بالرسام تدل على أنها ليست تنبؤية، حيث يتم استخدامها لمقارنة الألوان الحالية بدلاً من حساب الألوان الدقيقة للمخاليط. بسبب الاختلافات المتعلقة بالوسيط، يمكن إنشاء عجلات ألوان مختلفة وفقًا لنوع الطلاء أو أي وسيلة أخرى مستخدمة، ويقوم العديد من الفنانين بصنع عجلات ألوان خاصة بهم. غالباً ما تحتوي على كتل من الألوان فقط بدلاً من التدرجات بين النغمات المميزة لدائرة اللون.

## برنامج عجلة الألوان
يتوفر عدد من تطبيقات عجلة الألوان التفاعلية على الإنترنت وتطبيقات سطح المكتب. يتم استخدام هذه البرامج من قبل الفنانين والمصممين لاختيار الألوان للتصميم.

## عجلة الألوان HSV
مساحات الألوان HSL و HSV عبارة عن تحولات هندسية بسيطة لمكعب RGB إلى شكل أسطواني. يمكن اعتبار الدائرة العلوية الخارجية لأسطوانة HSV - أو الدائرة الوسطى الخارجية لأسطوانة HSL - بمثابة عجلة ملونة. لا توجد طريقة موثوق بها لتصنيف الألوان في عجلة الألوان هذه، لكن الألوان الستة التي تقع في زوايا مكعب RGB تُعطى أسماء في قائمة ألوان X11 ، ويتم تسمية الكلمات الرئيسية في HTML.

## أنظمة الألوان
أنظمة الألوان هي مجموعات منطقية من الألوان على عجلة الألوان.
في نظرية الألوان، نظام الألوان هو اختيار الألوان المستخدمة في التصميم لمجموعة من الوسائط. على سبيل المثال، يعد استخدام خلفية بيضاء بنص أسود مثالًا على نظام الألوان الافتراضي الشائع في تصميم الويب.
تُستخدم أنظمة الألوان لإنشاء نمط وجاذبية. عادة ما تظهر الألوان التي تخلق شعورًا جماليًا معًا في مخططات الألوان. يستخدم نظام الألوان الأساسي لونين يبدو جذابًا معًا. تتضمن أنظمة الألوان الأكثر تقدماً العديد من الألوان مجتمعة، تعتمد عادةً على لون واحد — على سبيل المثال، نص مع ألوان مثل الأحمر والأصفر والبرتقالي والأزرق الفاتح مرتبة معًا على خلفية سوداء.
يمكن استخدام عجلات الألوان لإنشاء أنظمة ألوان مبهجة. يتكون نظام الألوان المتماثل من ألوان بجانب بعضها البعض على عجلة القيادة. على سبيل المثال، الأحمر والبرتقالي والأصفر هي ألوان مماثلة.
يمكن أن تحتوي أنظمة الألوان أيضًا على ظلال مختلفة بلون واحد ؛ على سبيل المثال، نظام ألوان يمزج بين ظلال مختلفة من اللون الأخضر، يتراوح من فاتح جدًا (أبيض تقريبًا) إلى غامق جدًا.
الألوان المتشابهة هي ألوان بجانب بعضها البعض على عجلة القيادة. على سبيل المثال، الأصفر والأخضر. الألوان أحادية اللون هي ظلال مختلفة من نفس اللون. على سبيل المثال، أزرق فاتح، نيلي، وأزرق سماوي. الألوان التكميلية هي ألوان عبر بعضها البعض على عجلة الألوان. على سبيل المثال، الأزرق والبرتقالي. تعد ألوان Triadic ألوانًا متساوية عبر بعضها البعض، في مثلث فوق عجلة الألوان. على سبيل المثال، الألوان الأساسية الأحمر والأصفر والأزرق هي ألوان ثلاثية.
للحصول على قائمة بطرق إنشاء أنظمة الألوان، فيما يتعلق بخصائص مثل الدفء / اللانهاية / التكاملية، انظر نظرية اللون.
تستخدم أنظمة الألوان المتماثلة الألوان الموجودة بجانب بعضها على عجلة الألوان. أنها عادة ما تتطابق بشكل جيد وخلق تصاميم هادئة ومريحة. غالبًا ما توجد مخططات الألوان المتماثلة في الطبيعة وهي متناغمة ومرضية للعين.